# Baiamareïta
La baiamareïta és un mineral de la classe dels sulfurs.

## Característiques
La baiamareïta és una sulfosal de fórmula química Ag₄Pb₁₂Fe₄Sb₂₀S₄₈. Va ser aprovada com a espècie vàlida per l'Associació Mineralògica Internacional en el mes d'agost de l'any 2023, i encara resta pendent de publicació. Cristal·litza en el sistema monoclínic. És l'anàleg de ferro de la uchucchacuaïta.
L'exemplar que va servir per a determinar l'espècie, el que es coneix com a material tipus, es troba conservat a les col·leccions del Museu d'Història Natural de Viena, amb el número de catàleg: NHMW-MINO2598.

## Formació i jaciments
Va ser descoberta a la mina subterrània de Săsar, situada al nord-oest de la localitat de Baia Mare, al Comtat de Maramureş (Romania). Aquest indret és l'únic a tot el planeta on ha estat descrita aquesta espècie mineral.